# Murrtal-Arena
Die Murrtal-Arena ist eine Schul- und Vereinssporthalle in der baden-württembergischen Stadt Backnang. Sie wurde im Dezember 2024 eröffnet. Der Neubau ersetzt die 1971 errichtete Karl-Euerle-Halle und gilt mit Gesamtkosten von 19,5 Millionen Euro als eines der größten Investitionsprojekte der Stadt in den vergangenen Jahrzehnten.

## Geografie

### Geografische Lage
Die Murrtal-Arena befindet sich in Backnang auf der sogenannten Maubacher Höhe. Sie ist zentraler Bestandteil des Schul- und Sportzentrums. In unmittelbarer Nachbarschaft liegen das Max-Born-Gymnasium, die Max-Eyth-Realschule sowie das Karl-Euerle-Stadion.

### Verkehrsanbindung
Die Halle ist durch ihre Nähe zum Bahnhof Backnang an den öffentlichen Personennahverkehr angebunden. Der Bahnhof liegt in fußläufiger Entfernung von wenigen hundert Metern und ist über eine Fußgängerbrücke mit dem Areal des Sportzentrums verbunden. Am Bahnhof halten Züge des Regionalverkehrs sowie die Linien S3 und S4 der S-Bahn Stuttgart. Außerdem verkehren dort zahlreiche Buslinien.  
Die Anzahl der Parkplätze direkt an der Halle ist begrenzt. Bei Veranstaltungen stehen Besuchern vorrangig die Parkmöglichkeiten am Bahnhof zur Verfügung, darunter das Bahnhofsparkhaus und die P+R-Anlagen.

## Geschichte

### Karl-Euerle-Halle
Als Vorgängerbau der Murrtal-Arena wurde die Sporthalle auf der Maubacher Höhe am 25. September 1971 eröffnet. Der Gemeinderat beschloss den Bau im Juni 1969, woraufhin am 15. Juli 1970 die Bauarbeiten begannen. Die Fertigstellung erfolgte planmäßig zur 125-Jahr-Feier der TSG Backnang. Der Bau kostete rund drei Millionen D-Mark. Benannt wurde sie später nach dem langjährigen Ersten Bürgermeister Karl Euerle.
Die Halle war damit Teil des Schul- und Sportzentrums Maubacher Höhe, das unter anderem die Stadthalle, das Max-Born-Gymnasium, die Max-Eyth-Realschule und ab 1979 das Stadion umfasst.
Die Karl-Euerle-Halle diente über Jahrzehnte hinweg dem Schul- und Vereinssport sowie zahlreichen kulturellen und gesellschaftlichen Veranstaltungen.
Im Laufe der Jahre stiegen die Anforderungen an die Sporthalle stetig. Die örtlichen Vereine forderten über einen längeren Zeitraum hinweg eine Erweiterung der Karl-Euerle-Halle. Aufgrund angespannter Haushaltslagen und der Priorisierung anderer Projekte wurde dieses Vorhaben jedoch immer wieder verschoben. Ein Gutachten aus dem Jahr 2016 dokumentierte schließlich den schlechten baulichen Zustand der Halle und machte den Sanierungsstau deutlich sichtbar. Die Halle war inzwischen stark sanierungsbedürftig, nicht barrierefrei und entsprach weder den aktuellen Standards im Brandschutz noch den allgemeinen Anforderungen an eine moderne Sportinfrastruktur. Auch die Sanitär- und Nebenräume befanden sich in einem desolaten Zustand, zudem wurde eine Schadstoffbelastung der Bausubstanz festgestellt. Nach rund 50 Jahren Nutzung hatte die Karl-Euerle-Halle das Ende ihres Lebenszyklus erreicht. Eine umfassende Sanierung mit Erweiterung hätte bis zu 15 Millionen Euro gekostet. Angesichts dieser Kosten entschied sich die Stadt Backnang für einen wirtschaftlicheren Neubau.
Die Abrissarbeiten begannen im November 2022 und waren im März 2023 abgeschlossen.

### Neubau der Halle
Der Grundsatzbeschluss für einen Neubau wurde im Dezember 2016 gefasst, basierend auf einer geschätzten Investitionssumme von rund 11 Millionen Euro. In den folgenden Jahren stiegen die prognostizierten Kosten aufgrund von Baupreissteigerungen und Planungsanpassungen kontinuierlich auf letztlich 19,5 Millionen Euro an. Ein entscheidender Faktor für die Realisierung war die Zusage von Fördermitteln des Bundes (3 Millionen Euro) und des Landes (600.000 Euro) im Jahr 2021.
Die als vierteilige Halle konzipierte Sportstätte wurde in modularer Bauweise errichtet. Zur Energieversorgung tragen eine Wärmepumpe sowie eine 122-kWp-Photovoltaikanlage mit Batteriespeicher bei.
Im Planungsprozess wurde der Einbau eines Glasbodens erwogen, der je nach Nutzung nur die jeweils benötigten Spielfeldlinien mittels integrierter LEDs anzeigen kann. Diese Lösung hätte den Lizenzanforderungen für Spiele in der 2. Handball-Bundesliga entsprochen, in die der HC Oppenweiler/Backnang inzwischen aufgestiegen ist. Aus Kostengründen sowie aufgrund von Bedenken hinsichtlich der Haltbarkeit wurde letztlich jedoch ein Linoleumboden mit festen Mehrfachmarkierungen eingebaut.
Der Bauauftrag wurde an die Goldbeck GmbH als Generalunternehmer vergeben. Der Kabinenbereich wurde nach Ideen der Londoner Künstlerinnen Kapitza gestaltet. Die Grundsteinlegung erfolgte im Mai 2023. Nach einer Bauzeit von rund 18 Monaten wurde die Halle im Dezember 2024 offiziell eröffnet.

## Namensgebung
Die neue Sporthalle erhielt den Namen Murrtal-Arena. Die Namensrechte wurden im Rahmen eines Ausschreibungsverfahrens vergeben. Den Zuschlag erhielt eine Bietergemeinschaft aus den Unternehmen Murrelektronik, Harro Höfliger und der Volksbank Backnang. Die Wahl des Namens erfolgte auf Vorschlag der Sponsoren, die auf eine werbliche Nennung ihrer Firmennamen im Hallentitel verzichteten. Stattdessen einigte man sich auf eine neutral gehaltene Bezeichnung mit regionalem Bezug.
Die Sponsorengelder sollen zweckgebunden in die Förderung des Sports vor Ort fließen. Geplant ist die Einrichtung eines gesonderten Fonds, aus dem etwa zusätzliche Ausstattung für die Halle oder Zuschüsse für sportliche Veranstaltungen finanziert werden können. Die Vertragslaufzeit für die Namensrechte beträgt zunächst zehn Jahre. Werbliche Hinweise auf die beteiligten Unternehmen sind lediglich in zurückhaltender Form im Innenbereich der Halle vorgesehen.

## Kapazität
Die Haupttribüne der Murrtal-Arena bietet 772 Sitzplätze. Zudem sind 200 Stehplätze vorgesehen. Durch Zusatztribünen kann die Halle auf ein Fassungsvermögen von bis zu 1332 Zuschauer aufgestockt werden.

## Nutzung
Die Halle ist für eine multifunktionale Nutzung ausgelegt. Sie wird tagsüber für den Unterricht der umliegenden Schulen sowie am Abend und am Wochenende für den Vereinssport genutzt.
Die Murrtal-Arena ist Heimspielstätte des Handballclubs HC Oppenweiler/Backnang.
Am 6. April 2025 war die Murrtal-Arena Austragungsstätte der Endspiele um die württembergischen Jugendmeisterschaften im Handball.